# Pedro F. Pérez y Ramírez
Pedro Filomeno Pérez y Ramírez (Manuel Doblado, Guanajuato, 1908 - Mexicali, Baja California, 1988) conocido como Peritus, fue un periodista e historiador de México.
Fue Primer Cronista de la Ciudad de Mexicali, y después Cronista Emérito de la Ciudad. Recopiló documentos y material histórico de temas sobre la Baja California, en particular sobre Mexicali. Escribió la obra poética Canto Infinito (1985), y durante 22 años dirigió el suplemento cultural Posdata del periódico La Voz de la Frontera.
Falleció en Mexicali, el 3 de agosto de 1988. La Fundación Pedro F. Pérez y Ramírez “Peritus” promueve el estudio y la difusión de la historia de Mexicali.